# Agrias regalis
Agrias regalis är en fjärilsart som beskrevs av Percy I. Lathy 1924. Agrias regalis ingår i släktet Agrias och familjen praktfjärilar. Inga underarter finns listade i Catalogue of Life.